# Virtua Fighter (серия игр)
Virtua Fighter (яп. バーチャファイター Ба:тя Файта:) — серия видеоигр в жанре файтинга с трёхмерной графикой, разработанная компанией Sega.
Первая игра серии, Virtua Fighter, была разработана Sega AM2, внутренней студией Sega. Она была выпущена в ноябре 1993 года в виде аркадного игрового автомата на аркадной платформе Sega Model 1, позволявшей отображать простую трёхмерную полигональную графику. Игра считается первым трёхмерным файтингом. Впоследствии она была портирована на игровые консоли Sega и другие домашние игровые платформы, а также получила ряд продолжений, выходивших в виде игровых автоматов и портировавшихся на игровые консоли.

## Игры

### Основная серия
Первая игра серии Virtua Fighter была выпущена в 1993 году на аркадном автомате Model 1, разработанном с помощью аэрокосмический фирмы Lockheed Martin. Данный проект считается первым трёхмерным файтингом. Игрок выбирал любого из 8 доступных персонажей, и сражался с каждым из них. В конце героя ожидает босс по имени Дюраль. Позже игра была портирована на консоли Sega Saturn, 32X, Tiger R-Zone и персональный компьютер.
Успех первой части привёл к выпуску продолжения Virtua Fighter 2, изданном в 1994 году на аркадную систему Model 2. В игру были добавлены два новых бойца. Позже с незначительными улучшениями было выпущено обновление Virtua Fighter 2.1. Впоследствии Virtua Fighter 2 была издана на консоли Windows, Sega Mega Drive/Genesis, PlayStation 2, Wii (доступна через сервис Virtual Console), PlayStation 3 (посредством PlayStation Network), Xbox 360 (посредством Xbox Live Arcade) и мобильные устройства под управлением iOS.
Virtua Fighter 3 вышла в 1996 году, где также были представлены двое новых персонажей. Игра преподнесла множество улучшений: благодаря Model 3 была обновлена графика; глаза персонажей следят за движениями противника, их мышцы могут сгибаться и расслабляться; усовершенствовались уклонения. Переиздание 1997 года Virtua Fighter 3tb включает в себя сюжетный режим, в котором игрок проходит через серию боёв. Такой подход стал использоваться в других файтингах, в том числе и в Tekken Tag Tournament. Данное переиздание было позже портировано на Dreamcast, став одной из первых игр, выпущенной для этой консоли.
Продолжение под названием Virtua Fighter 4 было издано в 2001 году на аркадной платформе NAOMI 2, а через год — на PlayStation 2. Здесь появились два новых героя и был убран один. Кроме того, в игре не было неравномерных полей и кнопки уклонения. Проект быстро стал бестселлером. Позднее были изданы обновления с улучшенной графикой и новыми персонажами под названиями Virtua Fighter 4: Evolution и Virtua Fighter 4: Final Tuned, причём последний доступен только для аркадных автоматов.
Virtua Fighter 5 была выпущена только в Японии 12 июля 2006 года на аппаратной платформе Sega Lindbergh. В 2007 году игра была издана на игровых приставках PlayStation 3 и Xbox 360; релиз состоялся не только на территории Японии, но и за её пределами. Как и предшественник, впоследствии были выпущены ряд обновлений под названиями Virtua Fighter 5 R и Virtua Fighter 5 Final Showdown.

### Ответвления
Существуют также спин-оффы, сюжетная линия которых никак не связана с основными частями. Первое ответвление было издано в 1996 году на консоли Game Gear и Master System под названием Virtua Fighter Mini (Virtua Fighter Animation за пределами Японии). История данной игры основан на одноимённом аниме.
В этом же году для Sega Saturn были выпущены Virtua Fighter Kids и кроссовер Fighters Megamix. Только в Японии продавались несколько изданий Virtua Fighter Portrait Series, в котором демонстрировались боевые позы персонажей.
Серия Virtua Fighter тесно связана с другой франшизой Shenmue, автором который был дизайнер Ю Судзуки. Сама первая часть Shenmue планировалась как смесь ролевой игры и файтинга, причём главным героем должен быть Акира Юки. Позднее создатели решили создать независимую игру, а Юки заменили на парня Рё Хадзуки, но очень чёткое визуальное сходство между им и Акирой присутствует, например, в боевых стилях.
В 2004 и 2005 годах на консоли PlayStation 2 и GameCube была выпущена ролевая игра Virtua Quest (известная также как Virtua Fighter RPG), где появляются как новые персонажи, так и герои из Virtua Fighter.
В интервью сайта IGN создатель Tekken Кацухиро Харада проявил интерес к созданию кроссовера Virtua Fighter X Tekken.

## Список игр
Ниже приведён список вышедших игр серии Virtua Fighter, в том числе обновления и ответвления. Жирным шрифтом выделены основные игры и спин-оффы, Курсивом — обновления.
- Virtua Fighter — аркадный автомат (1993), Saturn (1994), Sega 32X (1995)
- Virtua Fighter Remix — аркадный автомат и Saturn (1995); Game Gear, Master System и Windows 95 (1996)
- Virtua Fighter 2 — аркадный автомат (1994), Saturn (1995), Mega Drive/Genesis (1996), Windows 95 (1997)
- Virtua Fighter 2.1 — аркадный автомат (1995), Saturn (1996), PlayStation 2 (2004)
- Virtua Fighter Portrait Series — Saturn (1996)
- Virtua Fighter Animation — Game Gear, Master System (1996)
- Virtua Fighter Kids — аркадный автомат и Saturn (1996)
- Fighters Megamix — Saturn (1996)
- Virtua Fighter 3 — аркадный автомат (1996)
- Virtua Fighter 3: Team Battle — аркадный автомат (1997), Dreamcast (1998)
- Virtua Fighter 4 — аркадный автомат (2001), PlayStation 2 (2002)
- Virtua Fighter 4: Evolution — аркадный автомат (2002), PlayStation 2 (2003)
- Virtua Fighter 10th Anniversary — PlayStation 2 (2003)
- Virtua Fighter 4: Final Tuned — аркадный автомат (2004)
- Virtua Quest — GameCube, PlayStation 2 (2004)
- Virtua Fighter 5 — аркадный автомат (2006), PlayStation 3 (2007)
- Virtua Fighter 5 Online — Xbox 360 (2007)
- Virtua Fighter 5 R — аркадный автомат (2008)
- Virtua Fighter 5 Final Showdown — аркадный автомат (2010), Xbox 360 и PlayStation 3 (2012)
- Virtua Fighter 5 Ultimate Showdown — PlayStation 4 (2021)
- Virtua Fighter 5 R.E.V.O. — Windows (2025)

## Персонажи
| Персонаж                    | 1         | 2         | 3         | 4         | 4: Evolution | 5         | 5 R       | 5 Final Showdown |
| Акира Юки                   | зелёная ✓ | зелёная ✓ | зелёная ✓ | зелёная ✓ | зелёная ✓    | зелёная ✓ | зелёная ✓ | зелёная ✓        |
| Пай Чан                     | зелёная ✓ | зелёная ✓ | зелёная ✓ | зелёная ✓ | зелёная ✓    | зелёная ✓ | зелёная ✓ | зелёная ✓        |
| Лау Чан                     | зелёная ✓ | зелёная ✓ | зелёная ✓ | зелёная ✓ | зелёная ✓    | зелёная ✓ | зелёная ✓ | зелёная ✓        |
| Вольф Хоукфилд              | зелёная ✓ | зелёная ✓ | зелёная ✓ | зелёная ✓ | зелёная ✓    | зелёная ✓ | зелёная ✓ | зелёная ✓        |
| Джеффри Маквилд             | зелёная ✓ | зелёная ✓ | зелёная ✓ | зелёная ✓ | зелёная ✓    | зелёная ✓ | зелёная ✓ | зелёная ✓        |
| Кагэ-Мару («Kaгэ») Нагакурэ | зелёная ✓ | зелёная ✓ | зелёная ✓ | зелёная ✓ | зелёная ✓    | зелёная ✓ | зелёная ✓ | зелёная ✓        |
| Сара Брайант                | зелёная ✓ | зелёная ✓ | зелёная ✓ | зелёная ✓ | зелёная ✓    | зелёная ✓ | зелёная ✓ | зелёная ✓        |
| Джеки Брайант               | зелёная ✓ | зелёная ✓ | зелёная ✓ | зелёная ✓ | зелёная ✓    | зелёная ✓ | зелёная ✓ | зелёная ✓        |
| Дюраль                      | зелёная ✓ | зелёная ✓ | зелёная ✓ | зелёная ✓ | зелёная ✓    | зелёная ✓ | зелёная ✓ | зелёная ✓        |
| Сиба                        | зелёная ✓ | ❌        | ❌        | ❌        | ❌           | ❌        | ❌        | ❌               |
| Шунь Ди                     | ❌        | зелёная ✓ | зелёная ✓ | зелёная ✓ | зелёная ✓    | зелёная ✓ | зелёная ✓ | зелёная ✓        |
| Лион Рафаэль                | ❌        | зелёная ✓ | зелёная ✓ | зелёная ✓ | зелёная ✓    | зелёная ✓ | зелёная ✓ | зелёная ✓        |
| Аои Умэнокодзи              | ❌        | ❌        | зелёная ✓ | зелёная ✓ | зелёная ✓    | зелёная ✓ | зелёная ✓ | зелёная ✓        |
| Така-Араси                  | ❌        | ❌        | зелёная ✓ | ❌        | ❌           | ❌        | зелёная ✓ | зелёная ✓        |
| Лей-Фей                     | ❌        | ❌        | ❌        | зелёная ✓ | зелёная ✓    | зелёная ✓ | зелёная ✓ | зелёная ✓        |
| Ванесса Льюис               | ❌        | ❌        | ❌        | зелёная ✓ | зелёная ✓    | зелёная ✓ | зелёная ✓ | зелёная ✓        |
| Брэд Бёрнс                  | ❌        | ❌        | ❌        | ❌        | зелёная ✓    | зелёная ✓ | зелёная ✓ | зелёная ✓        |
| Го Хиногами                 | ❌        | ❌        | ❌        | ❌        | зелёная ✓    | зелёная ✓ | зелёная ✓ | зелёная ✓        |
| Эйлин                       | ❌        | ❌        | ❌        | ❌        | ❌           | зелёная ✓ | зелёная ✓ | зелёная ✓        |
| Эль-Блэйз                   | ❌        | ❌        | ❌        | ❌        | ❌           | зелёная ✓ | зелёная ✓ | зелёная ✓        |
| Жан Кужо                    | ❌        | ❌        | ❌        | ❌        | ❌           | ❌        | зелёная ✓ | зелёная ✓        |
| --------------------------- | --------- | --------- | --------- | --------- | ------------ | --------- | --------- | ---------------- |

## Отзывы и влияние
Virtua Fighter считается основоположником создания трёхмерных файтингов. Серия значительно повлияла на все серии файтингов, например, на Tekken и Dead or Alive. Однако несмотря на положительные отзывы, продажи игр были невысокими, в первую очередь, из-за выхода частей на малопопулярные консоли Sega Saturn и Dreamcast.
В частности, многие игровые издания и фанаты хвалили Virtua Fighter за реалистичные правила и боевые стили героев. Высоко серия была оценена за уделение внимания со стороны разработчиков к прорабатыванию мелких деталей, например, каждый персонаж имеет множество ходов, а игрок может придумать тактику боя. Кроме того, игры также известны равновесием между всеми персонажами: герой будет сражаться с таким противником, который не слабее или не сильнее его.
Успехи серии были занесены в Книгу рекордов Гиннесса, в 2008 году; она упоминалась в номинациях «Первый полигональный фантинг», «Первый трёхмерный файтинг» и «Первый файтинг для 32-битной консоли».